# Louis Van Tendeloo
Louis Van Tendeloo (Nijlen, 30 januari 1930 – Hemiksem, 1 september 2021) was een Belgisch politicus voor de PVV / VLD. Hij was burgemeester van Hemiksem.

## Levensloop
Van Tendeloo was burgemeester van Hemiksem van 1989 tot 1994. Hij leidde een paarse coalitie van SP en PVV. 
Na de lokale verkiezingen van 1994 nam hij - samen met nagenoeg het voltallige lokale VLD-bestuur - ontslag uit de partij. Bij de lokale verkiezingen van 2000 kwam hij op met de liberale scheurlijst Gemeentebelangen. De partij behaalde 2,85% van de stemmen, onvoldoende voor een mandaat in de gemeenteraad. Opvallend was dat zijn partij het 'Charter voor de democratie' van Hand in Hand betreffende het cordon sanitaire rond het Vlaams Blok niet tekende.
Van Tendeloo was onderwijzer en nadien ook directeur. Hij overleed in 2021 op 91-jarige leeftijd.